# 小林誠人
小林 誠人（こばやし まこと、1968年 - ）は、日本の医師。専門は救急医学、集中治療医学、外傷外科学、消化器外科学、災害医学。博士（医学）。
鳥取県立中央病院救急集中治療科部長・救急外傷外科部長、鳥取県立中央病院救命救急センター長、元公立豊岡病院組合立豊岡病院但馬救命救急センター長。

## 略歴
- 1987年3月 - 鳥取県立鳥取西高等学校卒業
- 1994年3月 - 鳥取大学医学部卒業[1]
- 1994年4月 - 鳥取大学医学部第一外科学講座入局[1]
- 1996年4月 - 大阪府立千里救命救急センター[1]
- 2001年4月 - 大阪府立千里救命救急センター医長[1]
- 2003年8月 - 兵庫県災害医療センター救急部副部長・集中治療室室長[1]
- 2005年9月 - 大阪府済生会千里病院千里救命救急センター救急副部長・ICU室長[1]
- 2010年1月 - 公立豊岡病院組合立豊岡病院但馬救命救急センター長・ドクターヘリ準備室長[1]
- 2010年4月 - 公立豊岡病院組合立豊岡病院但馬救命救急センター長・救急集中治療科部長
- 2020年4月 - 公立豊岡病院組合立豊岡病院但馬救命救急センター長（広域調整担当）
- 2021年4月 - 鳥取県立中央病院院長補佐[2]・救命救急センター長[3]・集中治療センター長・救急集中治療科部長・救急外傷外科部長[4]
- 2023年4月 - 鳥取県立中央病院高次救急集中治療センター長・救急集中治療科部長・救急外傷外科部長

## テレビ出演
- 情熱大陸（2011年7月17日、TBS）
- 夏目と右腕（2015年1月24日、テレビ朝日）
- プロフェッショナル仕事の流儀（2017年11月13日、NHK）